# Дикая природа Тасмании
Дикая природа Тасмании (англ. Tasmanian Wilderness) — объект Всемирного наследия ЮНЕСКО. Включает ряд территорий в Тасмании, Австралия.
Дикая природа Тасмании как объект Всемирного наследия охватывает 13800 км2 или приблизительно 20 % площади Тасмании. В этом регионе сохранились одни из последних на Земле дождевые леса умеренного пояса. Археологические раскопки показывают, что пещеры в толще известняка использовались древними людьми более 20000 лет назад.
Тасмания богата уникальной фауной, из 32 видов охраняемых в Тасмании животных 27 обитают в ареале Дикой природы Тасмании. Одним из известных исчезающих видов является тасманийский дьявол. Из свыше 150 видов птиц выделяется редкий вид рода розеллы — зелёная розелла.
Следующие национальные парки входят в состав объекта Всемирного наследия Дикая природа Тасмании:
- Крейдл-Маунтин — Лейк-Сент-Клэр
- Франклин — Гордон-Уайлд-Риверс (англ. Franklin-Gordon Wild Rivers National Park)
- Горы Хартц (англ. Hartz Mountains National Park)
- Карстовые пещеры Моул-Крик (англ. Mole Creek Karst National Park)
- Юго-Западный (англ. Southwest National Park)
- Стены Иерусалима (англ. Walls of Jerusalem)
- Центральное плато (англ. Central Plateau Conservation and Protected Areas)
- Заповедник Глотка дьявола (англ. Devils Gullet State Reserve)
- Юго-восточный остров буревестника (англ. South East Mutton Bird Islet)
- Маунт-Филд (с 2013 года)[4]